# うなぎのぼり
うなぎのぼり（鰻上り、鰻登り） は、物価や株の相場などが、何かをきっかけに急速に上昇して行く場合等に、その急速さを比喩するのに使用する慣用句である。主に、副詞の形で使う。
- 正しい使用例）通貨ペンゲーはハイパーインフレに見舞われ、物価は鰻登りに上昇した。

このように、「うなぎのぼり」という言葉は、「上昇する」「上がる」などの動詞を、副詞の形で形容するのに使用される。しかし、何であっても、急速に上昇するものや事態を比喩形容するのに、「うなぎのぼり」が使用される訳ではない。
- 誤った使用例）新開発の燃料を使ったロケット XYZ001は、10G の加速度で鰻登りに上昇していった。

こういった物理的な上昇には使用しない。

## 「うなぎのぼり」とは何か
「うなぎのぼり」という言葉、あるいは慣用句は、ある特定の状況に対してだけ使用される表現だということが分かる。それは、何かを契機に上昇がはじまり、急速に上昇が進むということであるが、この場合、「うなぎのぼりする事態」には、特殊な条件が付いていることが用法から理解される。
「うなぎのぼりする事態」は、まず、上がるか下がるかに、人間が非常に関心を持ち、上がりや下がりに一喜一憂するような事態である。次に、このような事態は、その発生が予めに予期されていることが一般である。また、発生に反復性のある事態について使われる。更に、上昇がはじまっても、実は、何時上昇がやむのか、先行きはどうなるのか、不安定要素が絡み、単純に上昇するのではなく、急速に上がると、少し下がり、再度急速に上昇するというように、上昇・下降に「くねり」が存在するような事態に使われる。また、上昇でも下降でもない、「横這い」状態が存在し得るような事態について使用される。

## 動物のウナギ
うなぎのぼりの「うなぎ」は、動物のウナギのことである。ウナギはその習性として、産卵のために川をくだり海に入り、一定期間が経過した後、再び海から戻って来て、川を上って、もと住んでいた池や沼などに帰るという行動を取る。ウナギが川を上って来る行動には、周期性があり、またそれは予見されていることでもある。
しかし、ウナギが川などを上る様子が、物価などが「うなぎ登り」に上昇する「上り方」と比較できるかというと、少し事情が違っている。ウナギは確かに敏捷に泳ぐが、一旦、上りはじめると、見る見る川の上流へと昇って行くというような物理的に急速な運動を行う訳ではない。ただし、下に述べるように、実際にウナギが登る事例も存在する。
とはいえ、「物価が鰻登りに上昇した」というような表現の「うなぎのぼり」は、実は「誇張表現」、あるいは「意外性の表明」だということも考えねばならない。予期してはいたが、実際に起こると「そんなはずはない」というような事態について、「うなぎのぼり」は使用される。
ウナギは「掴み所のない動物」として、人のコントロールから脱する動物として比喩に使われてもいる。「あいつは、うなぎのように掴み所のない男だ」というような表現が成立する。また実際、生きた、活きの良いウナギを手で掴もうとすると、ウナギは想像以上に筋肉が強く、表面が滑りやすく、自在にくねって、いとも簡単に人の手から脱してしまう。

## 人間の思惑
株の相場や物価は、人間の思惑の対象であると言える。人間は自己に都合の良いように、これらの値をコントロールしたいと願うが、これらの値は、予想通りに動くこともあれば、意想外の変動を行うこともある。株の相場は生き物のように、変動の予測を立てることが困難である。
「うなぎのぼり」とは、動物のウナギが川を昇るということも大いに関係していることであるが、それよりも寧ろ、人間の思惑を越えて、人間の意志のコントロールを脱して、勝手に事態が急速に進行して行くという状況が、人間の手から脱したウナギの動きが素早く意想外であるという事態に類比しているのだと言える。
つまり、物価などが「うなぎのぼりに上昇する」というのは、ウナギが川を上るように、物価が「昇る」のではなく、人間の手から脱するウナギのように、人間の思惑を越えて、勝手に事態が生き物のごとく進行し、先行きがよく分からない、という比喩なのだと言える。物価や株の相場は、まさに、どうなるのか掴み所のないものである。

## 語源
ウナギは海で産卵し、稚魚が川に入り、上流をめざす。そのような魚の例は他にいくらでもあるが、登るという能力において、ウナギは飛び抜けている。多くの魚は流れに沿って上流へと向かうだけである。途中に滝があれば、大抵の魚はそれ以上登ることができないが、ウナギはその際に、滝を登る事もできる。急流をさかのぼる遊泳力はないものの、長い体で石の間に入り、あるいは濡れた石の面を這うようにして上流へと移動する。日光中禅寺湖に生息するウナギは、華厳滝を遡って来たものと推定されている。
さらに雨が降ったときには陸に登り、草の間を這い進む事もある。従って、ウナギは河川の上流域水流でつながっていない池にも侵入する。かつて天然ウナギがまだ多数生息していた頃には、雨の後には水田に大物ウナギが見つかる事もあったと伝えられる。
上記のような躍動的なうなぎの生態から、うなぎが川をのぼるがごとき勢いで上昇していく様を「うなぎのぼり」と呼ぶようになったという説がある。